# Tůně (Pomezí nad Ohří)
Tůně (deutsch Liebeneck) ist eine Ansiedlung der Gemeinde Pomezí nad Ohří im Okres Cheb, Tschechien.

## Geographie

### Geographische Lage
Tůně befindet sich fünf Kilometer westlich des Stadtzentrum von Cheb am Fuße des Fichtelgebirges im Egerbecken. Der Ort liegt rechtsseitig des mit dem Stausee Skalka gefluteten Egertals. Am nördlichen Ortsrand verläuft die Staatsstraße II/610 von Cheb nach Schirnding vorbei, südlich die Bahnstrecke Nürnberg–Cheb. Nördlich erhebt sich der Vlčí vrch (Wolfsgrube, 500 m), im Nordosten die Komorní hůrka (Kammerbühl, 503 m), südlich die Zelená hora (Grünberg, 637 m), im Südwesten die U Bažantnice (568 m) und nordwestlich der Vršek (491 m).

### Ortsgliederung
Tůně ist einer der drei Katastralbezirke der Gemeinde Pomezí nad Ohří. Er umfasst die Ansiedlungen Tůně und Lesní Mlýn.

### Nachbargemeinden
Nachbarorte sind Cetnov im Norden, Lesní Mlýn, Klest und Komorní Dvůr im Nordosten, Skalka und Podhoří im Osten, sídliště Skalka, Dolní Pelhřimov und Horní Pelhřimov im Südosten, Pechtnersreuth und Horní Hraničná im Süden, Dolní Hraničná im Südwesten, Pomezí nad Ohří im Westen sowie Bříza im Nordwesten.

## Geschichte
Die Burg und das Dorf Liebenek wurden im 14. Jahrhundert durch die Herren von Prasberg (auch von Presberg genannt) auf einem hohen Platz über dem Egertal angelegt. Im 15. Jahrhundert wechselten die Besitzer des Ortes häufig. Den Überlieferungen nach wurde Liebenek 1462 während des Bayerischen Krieges und erneut 1478 von böhmischen Truppen zerstört. Die Burg erlosch und ihre Mauern wurden als Baumaterial abgetragen. Im Jahre 1507 erwarb der Egerer Bürger Linhart Neksch das Gut und ließ im Dorf eine neue Feste erbauen. Danach erfolgten ab der zweiten Hälfte des 16. Jahrhunderts erneut häufige Besitzerwechsel. 1629 erwarb die Familie Frischeisen von Eisenberg Liebenek, ab 1688 gehörte das Gut der Egerer Patrizierfamilie Juncker von Oberkunreuth. Diese verkauften die Güter Liebenek und Oberkunreuth, das Dorf Diemreuth und ein Haus in Eger um 1735 für 40.000 Gulden an die Stadt Eger. Die Feste Liebenek wurde 1757 letztmals erwähnt und in der zweiten Hälfte des 18. Jahrhunderts vollständig abgebrochen. Auf dem Hügel der mittelalterlichen Burg ließ die Stadt Wirtschaftsgebäude ihres Gutes errichten. Diese brannten 1845 nieder und wurden danach abgerissen. Bis zur Mitte des 19. Jahrhunderts verblieb Liebenek im Besitz der Stadt Eger.
Nach der Aufhebung der Patrimonialherrschaften bildete Liebenek ab 1850 einen Ortsteil der Gemeinde Mühlbach im Bezirk und Gerichtsbezirk Eger. Pfarrort war Mühlbach. Ab 1880 wurde der Ort „Liebeneck“ genannt. Im Jahre 1909 eröffnete Georg Ott einen Gasthof. Nach dem Münchner Abkommen wurde Liebeneck 1938 dem Deutschen Reich zugeschlagen und gehörte bis 1945 zum Landkreis Eger. 1943 bestand Liebeneck aus 16 Häusern. Nach dem Ende des Zweiten Weltkriegs kam Liebeneck zur Tschechoslowakei zurück und die deutschsprachige Bevölkerung wurde vertrieben. 1952 wurde der Ort in Tůně umbenannt. Zwischen 1962 und 1964 wurde im Egertal die Talsperre Skalka errichtet. Am 1. April 1976 wurde Tůně zusammen mit Pomezí nad Ohří nach Cheb eingemeindet. 1980 verlor Tůně seinen Status als Ortsteil von Cheb. Seit dem 24. November 1990 gehört Tůně zur Gemeinde Pomezí nad Ohří. In Tůně werden heute ein Hotel und ein Casino betrieben.

## Kultur und Sehenswürdigkeiten
- Burgstall Liebenek aus dem 14. Jahrhundert, erhalten sind der kreisförmige Burghügel und Reste des Burggrabens
- Bismarckturm auf der Zelená hora
- Stausee Skalka